# 테오필 드 동데르
테오필 드 동데르(프랑스어: Théophile de Donder, 1872년 8월 19일 ~ 1957년 5월 11일)는 벨기에의 수학자와 물리학자이다. 그는 1923년 화학 친화력과 자유에너지의 연관성에 대해서 발전시켰다.

## 학력
그는 1899년 브뤼셀 자유대학에서 적분불변식론으로 물리학과 수학의 박사학위를 받았다.

## 경력
그는 1911년부터 1942년까지 브뤼셀 자유대학의 교수였다. 그는 앙리 푸앵카레와 엘리 카르탕과 함께 일했었다. 1914년, 그는 알버트 아인슈타인의 영향을 받아 상대성이론의 열정적인 지지자가 되었다. 그는 1923년 화학 친화력으로 상당한 명성을 얻었다. 화학 친화력과 깁스의 자유에너지의 연관성을 찾아내었다.
그는 열역학의 비가역 과정의 아버지로 받들렸고, 드 동데르의 업적은 후에 일리야 프리고진이 발전시켰다. 드 동데르는 알버트 아인슈타인의 친구이자 지지자였다.

## 저서
- Thermodynamic Theory of Affinity: A Book of Principles. Oxford, England: Oxford University Press (1936)
- The Mathematical Theory of Relativity. Cambridge, MA: MIT (1927)[1]
- Sur la théorie des invariants intégraux (thesis) (1899).
- Théorie du champ électromagnétique de Maxwell-Lorentz et du champ gravifique d'Einstein (1917)
- La gravifique Einsteinienne (1921)
- Introduction à la gravifique einsteinienne (1925)[2]
- Théorie mathématique de l'électricité (1925)[3]
- Théorie des champs gravifiques (1926)[4]
- Application de la gravifique einsteinienne (1930)
- Théorie invariantive du calcul des variations (1931)[5]

## 같이 보기
- 화학 친화력
- 화학열역학
- 슈뢰딩거 방정식